# Соскін Марат Самуїлович
Марат Самуїлович Соскін (8 квітня 1929, Київ — 29 лютого 2020, Київ) — український вчений в галузі оптики та лазерної фізики. Доктор фізико-математичних наук (1969), професор (1972). Член-кореспондент Національної академії наук України (1988). Лауреат Державної премії УРСР (1974), Державної премії СРСР у галузі науки і техніки (1982), премій імені К. Д. Синельникова (1992) та О. Ф. Прихотько (2000). Один із засновників нового напрямку в оптиці під назвою «сингулярна оптика».